# Everything's Magic
Everything's Magic è il primo singolo estratto dall'album I-Empire del gruppo statunitense Angels & Airwaves. Anche se il singolo fu pubblicato il 29 ottobre 2007, fu aggiunto su KROQ-FM il 25 agosto.
Gli accordi iniziali della chitarra sono gli stessi (anche se a tempo diverso) di quelli dell'introduzione di Anthem Part Two dei blink-182.
Il grande successo internazionale portò il singolo a raggiungere la #2 sull'iTunes Rock Chart il 12 settembre 2007 e sulla Perù Singles Chart. Inoltre il singolo raggiunse la #1 sugli airplay di Indonesia, Perù e Russia.

## Tracce
CD singolo
1. Everything's Magic (Radio Edit) – 3:02
2. Do It for Me Now (Acoustic) – 4:01

Vinile 7"
1. Everything's Magic (Radio Edit) – 3:02
2. The Adventure (Acoustic) – 4:37

Download esclusivo
1. Everything's Magic (Acoustic) – 3:29

## Short film
Un cortometraggio fu reso disponibile per il download digitale il 1º novembre 2007. Il film è diverso dalla maggior parte di quelli degli Angels & Airwaves, infatti è meno fantasioso e più naturale.

## Video musicale
Il video fu registrato nel campo sportivo del Birmingham High School il 29 agosto 2007, lo stesso giorno che il singolo fu pubblicato su iTunes. La première del video fu pubblicata su MTV2 il 24 settembre 2007.

## Apparizioni nei media

### Serie TV
- One Tree Hill (The WB)
- Keinohrhasen (The WB)

### Reality
- Life of Ryan (MTV)

### Videogame
- Guitar Hero World Tour

### Pubblicità
- Mr. Magorium e la bottega delle meraviglie
- The N

## Classifiche
| Anno | Classifica                        | Posizione più alta |
| ---- | --------------------------------- | ------------------ |
| 2007 | Official Singles Chart            | 103                |
| 2007 | U.S. Billboard Modern Rock Tracks | 11                 |
| 2007 | U.S. Billboard Pop 100            | 92                 |
| 2007 | U.S. Billboard Hot Digital Songs  | 69                 |
| 2007 | Stati Uniti                       | 104                |
| 2007 | iTunes Modern Rock Chart          | 1                  |
| 2007 | Perù ("Doble Nueve" Radio)        | 2                  |